# Pip Pyle
Phillip Pyle, detto Pip Pyle (Sawbridgeworth nell'Hertfordshire, 4 aprile 1950 – Parigi, 28 agosto 2006), è stato un batterista e compositore inglese.
È famoso per essere stato membro di diverse band di rock progressivo della scena di Canterbury, fra le quali i Gong, gli Hatfield and the North ed i National Health.

## Biografia
Nel 1966 il sedicenne batterista Pyle forma insieme agli amici d'infanzia, i fratelli Phil, chitarrista, e Steve Miller, tastierista, e a Jack Monck al basso la Bruno's Blues Band, che in breve prende il nome di Delivery ed esegue un repertorio di blues e rock progressivo. Pyle lascia il gruppo nel 1970 a seguito di una discussione con la cantante Carol Grimes, dopo aver registrato l'album Fools Meeting.
Dopo brevissimi periodi trascorsi a suonare nei Chicken Shack e nei Khan, nel 1971 l'amico Robert Wyatt gli chiede di sostituirlo in un brano di Banana Moon, album di esordio del chitarrista australiano Daevid Allen. Si rivelerà importante nel prosieguo della carriera la conoscenza di Allen, che nello stesso anno lo fa entrare nei Gong, gruppo progressive-psichedelico collegato con il rock di Canterbury. Trascorrerà otto mesi nella band, durante i quali partecipa agli album Camembert Electrique e Continental Circus. Verrà rimpiazzato da Laurie Allan, ma rientrerà più volte nei Gong e nelle band di Daevid Allen ad essi collegate.
Nel 1972, Pyle suona nella band del cantante inglese Paul Jones, per poi riunirsi ai fratelli Miller e riformare i  Delivery. Dopo alcune date a Londra, Steve Miller viene sostituito ed il gruppo prende il nome di Hatfield and the North, un nuovo capitolo della fiaba di Canterbury. L'album di esordio del 1974, il convincente Hatfield and the North, vede la formazione composta da Pyle alla batteria, Phil Miller alla chitarra, Richard Sinclair, fuoriuscito dai Caravan, al basso e l'ex Egg Dave Stewart alle tastiere. Il disco, frizzante e geniale, è impreziosito dalla partecipazione di Wyatt che esegue un ipnotico vocalizzo nel brano Calyx.
Il secondo lavoro, The Rotters' Club, esce nel 1975. Pyle contribuisce alla realizzazione dei due dischi scrivendo anche molti dei testi.
Con lo scioglimento degli "Hatfield", nel 1976 Pyle forma i Weightwatchers insieme a Elton Dean, ex Soft Machine, ai fiati, Keith Tippett al piano e Jim Richardson al basso, la band avrà al suo attivo solo esibizioni dal vivo e si scioglierà dopo poco tempo.
Dopo un periodo in cui suona jazz come session man, nel 1977 sostituisce Bill Bruford nei National Health, in cui ritrova Stewart e Phil Miller affiancati dal bassista Neil Murray, ex Gilgamesh, giusto in tempo per partecipare alle incisioni dell'album di esordio, l'eponimo National Health, che verrà pubblicato nel 1978. Pyle partecipa a tutti gli album successivi, due in studio e uno dal vivo, e resta fino all'ultimo atto della band, un tour del 1983, sopravvivendo a cambi di formazione, scioglimenti e riunioni. Nella registrazione dell'album D.S. Al Coda, l'ultimo con i National Health, Pyle suona anche la batteria elettronica, che accantona però nel giro di un anno.
Parallelamente ai National Health, Pyle partecipa come ospite ai lavori di altri artisti, come il primo album solista Accident dell'ex Henry Cow John Greaves, ed entra anche in altre band. Una di queste nasce nel 1978, i Soft Heap, in cui Heap è l'acronimo dei nomi di battesimo dei suoi prestigiosi componenti, Hugh Hopper, Elton Dean, Alan Gowen, tastierista ex Gilgamesh, e Pip Pyle. Il gruppo, che esegue un jazz fatto di frequenti improvvisazioni, effettua concerti di grande successo per tutti gli anni ottanta nelle pause tra gli impegni dei musicisti nelle rispettive band, e registra un album in studio nel 1978, Soft Heap, anni dopo il loro scioglimento usciranno anche raccolte tratte dalle loro esibizioni dal vivo. Altro gruppo satellite, con Pyle, Stewart e altri musicisti, sono i Rapid Eye Movement, che nel 1981 si esibiscono spesso dal vivo e registrano alcuni brani, ma si sciolgono prima di riuscire a pubblicarli.
Nel 1982, viene invitato da Phil Miller per formare gli In Cahoots, un'altra band "satellite" nella quale rimarrà fino al dicembre del 2001, la cui formazione iniziale era completata da Richard Sinclair, Elton Dean e dal tastierista Pete Lemer. Durante i 20 anni di militanza nella formazione contribuirà alla realizzazione di sette album:
- Cutting both Ways  in studio, pubblicato nel 1987
- Split Seconds live pubblicato nel 1989
- Live in Japan pubblicato nel 1993
- Recent Discoveries in studio, pubblicato nel 1995
- Parallel in studio, pubblicato nel 1996
- Live 86-89 pubblicato nel 1991
- Out of the Blue in studio, pubblicato nel 2001[5]

Quest'ultimo lavoro segna il ritorno al blues dei musicisti, e dopo una serie di concerti promozionali in Giappone, si creano dei dissapori tali tra Miller e Pyle che costringono Pip a lasciare definitivamente il gruppo.
Continua a seguire anche altri progetti, nel 1984 Pyle suona ancora con Stewart nel Neil's Heavy Concept Album contenente brani che vanno in onda per la serie televisiva della BBC The Young Ones. Sempre nel 1984 intreccia una relazione sentimentale con la cantante, compositrice e pianista jazz francese Sophia Domancich, con cui forma i Pip Pyle's Equip'Out, la prima band a suo nome. Il gruppo, che suona jazz, pubblica l'eponimo primo album Pip Pyle's Equip'Out nel 1987, la formazione oltre a Pyle vede la Domancich, autrice di tre dei sette brani, al piano e sintetizzatore, Hopper al basso, Dean al sax e l'ospite Didier Malherbe, ex Gong, al flauto e al sax. Il secondo lavoro registrato nel 1990, Up!, con Pyle, Domancich, Dean ed il contrabbassista Paul Rogers al posto di Hopper, segna un rallentamento delle esibizioni dal vivo, fino a quel momento frequenti. Nello stesso anno Pyle e Domancich partecipano con Sinclair e Phil Miller alla riunione degli Hatfield and the North in occasione di uno spettacolo televisivo, l'evento viene registrato e pubblicato l'anno seguente nell'album Live 1990. Con la separazione da Pyle nel 1991, la Domancich esce dal gruppo che dirada le esibizioni ma continua l'attività fino al 1995, come testimonia l'album Instants, registrato in quell'anno ma pubblicato nel 2004.
Nel frattempo Pyle aveva collaborato con Hopper nel 1985 e 1986 nella band del chitarrista francese Patrice Meyer, eseguendo diversi tour e realizzando l'album Dromadaire Viennois pubblicato nel 1987.
Nel 1991 è di nuovo membro fondatore di un super-gruppo jazz, gli Short Wave, nella cui formazione trovano posto anche Hopper, Malherbe e Phil Miller. Il gruppo si esibisce dal vivo a periodi alternati fino al 1996. Alcuni dei loro brani eseguiti durante concerti del 1991 e del 1992 vengono pubblicate assieme ad altri brani in studio in Short Wave Live nel 1993.
Dopo aver presenziato alla riunione televisiva dei Gong nel 1990, che viene registrata nell'album Live On TV 1990 e pubblicata nel 1993, nel 1992 suona con la band in diverse date e partecipa alla registrazione di Shapeshifter, sarà poi regolarmente presente a tutti i tour fino al 1996. In particolare suona nel 1995 nella grande kermesse di celebrazione dei 25 anni di attività del gruppo, da cui verrà tratto l'album The Birthday Party.
Negli anni novanta partecipa ai lavori e ai tour di diversi musicisti tra i quali Greaves, Richard Sinclair, Mimi Lorenzini, Malherbe, Faton Cahen, Claude Barthélémy, Michael Riessler, Michel Godard ed Emmanuel Bex. Particolare rilievo assume il suo unico lavoro da solista, Seven Year Itch, pubblicato nel 1998, le cui registrazioni cominciano nel 1991 e finiscono nel 1997, vi prende parte un nutrito contingente di artisti che rappresenta la "crema" della scena di Canterbury, tra gli altri sono presenti John Greaves, Richard Sinclair, Dave Stewart, Phil Miller, Elton Dean, Hugh Hopper, Barbara Gaskin, Jakko Jakszyk, Michel Godard, Didier Malherbe, Fred Baker, François Ovide, Paul Rogers, Alain e Yvon Guillard, etc.
Tra il 1998 ed il 1999, suona con Hopper nel gruppo di Daevid Allen Brainville, uno dei tanti appartenenti alla Gong Family, in una serie di concerti nel Regno Unito e negli USA, immortalati nei tre CD The Children's Crusade del 1999, Live In The UK del 2004 e Live In NYC '98 del 2008. Entra poi negli Absolute Zero, con cui compie dei tour fino al 2000, di queste date resta un CD pubblicato nel 2003, Crashing Icons.
Nel 2002 forma un proprio gruppo, i Pip Pyle's Bash, con Patrice Meyer alla chitarra, Fred Baker al basso e Alex Maguire alle tastiere, con questa formazione l'attività è ridotta a poche date tenute nell'arco di due anni, una raccolta di brani di questi concerti viene pubblicata dalla Cuneiform Records nell'album Belle Illusion.
Nel gennaio del 2005 nuova riunione degli  Hatfield and the North con Pyle, Richard Sinclair, Phil Miller (i tre non suonavano assieme da un concerto della Richard Sinclair Band del 1990), e Alex Maguire. Per tutto l'anno eseguono concerti in Europa, tra cui il primo tour in Italia, e due date anche a Tokyo. A fine anno esce una compilation di vecchi demo, brani "live", e session varie degli Hatfield con il titolo Hatwise Choice: Archive Recordings 1973-1975, Volume 1. Nel 2006 l'attività dal vivo prosegue con date in Messico ed in Europa: l'esibizione del 26 luglio 2006 al Groningen Zomerjazzfietstour di Feerwerd, nei Paesi Bassi, sarà il loro ultimo concerto.
.La mattina del 28 luglio 2006 Pip Pyle muore nel sonno in un hotel a Parigi.
Oltre che i tour con gli Hatfield, stava preparando nuovi lavori con gli Absolute Zero e con il suo gruppo Bash!. Aveva anche cominciato a scrivere un libro.
Alla fine del 2006 verrà pubblicata una raccolta, simile a quella del 2005, con il titolo Hattitude: Archive Recordings 1973-1975, Volume 2.

## Discografia

### Da solista
- 1998: 7 Year Itch (Voiceprint Records VP198CD)

### Con Pip Pyle's Equip'Out
- 1986: L'Équipe Out (52e Rue Est)
- 1991: Equip' Out Up! (NTI Music 3 TMR 301)
- 2004: Instants (Hux Records 062)

### Con Pip Pyle's Bash
- 2004: Belle Illusion (Cuneiform Records Rune 193)

## Cronologia dei gruppi
- 1966 - 1971 Delivery
- 1971 - 1971 Gong
- 1972 - 1975 Hatfield and the North
- 1975 - 1976 The Weightwatchers
- 1977 - 1983 National Health
- 1977 - 1988 Soft Heap
- 1982 - 2002 In Cahoots
- 1984 - 1995 Pip Pyle's Equip'Out
- 1992 - 1996 Gong
- 1991 - 1996 Short Wave
- 1998 - 2006 Absolute Zero
- 2002 - 2006 Pip Pyle's Bash
- 2005 - 2006 Hatfield and the North

## Filmografia
- 2015 – Romantic Warriors III: Canterbury Tales